# Ischalis felix
Ischalis felix là một loài bướm đêm trong họ Geometridae.